# Seatonville
Seatonville és una vila dels Estats Units a l'estat d'Illinois. Segons el cens del 2000 tenia 303 habitants.

## Demografia
Segons el cens del 2000, Seatonville tenia 303 habitants, 131 habitatges, i 85 famílies. La densitat de població era de 238,8 habitants/km².
Dels 131 habitatges en un 26% hi vivien nens de menys de 18 anys, en un 55% hi vivien parelles casades, en un 9,9% dones solteres, i en un 34,4% no eren unitats familiars. En el 29,8% dels habitatges hi vivien persones soles el 23,7% de les quals corresponia a persones de 65 anys o més que vivien soles. El nombre mitjà de persones vivint en cada habitatge era de 2,31 i el nombre mitjà de persones que vivien en cada família era de 2,9.
Per edats la població es repartia de la següent manera: un 20,1% tenia menys de 18 anys, un 9,6% entre 18 i 24, un 21,8% entre 25 i 44, un 28,1% de 45 a 60 i un 20,5% 65 anys o més.
L'edat mediana era de 45 anys. Per cada 100 dones de 18 o més anys hi havia 89,1 homes.
La renda mediana per habitatge era de 32.656 $ i la renda mediana per família de 41.071 $. Els homes tenien una renda mediana de 37.083 $ mentre que les dones 18.000 $. La renda per capita de la població era de 26.197 $. Aproximadament el 5% de les famílies i el 6,3% de la població estaven per davall del llindar de pobresa.

## Poblacions properes
El següent diagrama mostra les poblacions més properes.